# 常书鸿
常书鸿（1904年4月6日—1994年6月23日），别名廷芳、鸿，伊尔根觉罗氏:19，杭州驻防镶黄旗人:181，中国近代画家、艺术理论家与敦煌学家，曾任敦煌艺术研究所所长、敦煌文物研究所（后改称敦煌研究院）所长。因一生致力于敦煌艺术研究保护等工作，被人称作“敦煌的守护神”。

## 生平

### 出身
常书鸿出身杭州驻防城（杭州旗下营）的旗人家庭。出生前，祖父已逝世。据他的祖母所说，祖父是东北黑龙江镶黄旗的蒙古族人，受派来杭州驻防，是一位小军官。父亲是黑龙江八旗工艺厂的录事。辛亥革命时，家庭使用的汉姓为常姓。祖母自称为“我们常家”:181—182。不同自述中，他的祖母说法略有不同，祖母称祖父是东北热河头田佐镶黄旗的满族人，姓伊爾根覺羅氏。祖父从热河派驻杭州，为世袭云骑尉:19。
常书鸿的父亲常庚吉:19是家中长子，而他的母亲生了五个男孩，常书鸿是第二子:181，乳名灵官:20。

### 早年
常书鸿的三叔是一位瘫痪的残疾人，依靠绘画补贴家用。自幼，常书鸿和他的兄弟即帮助三叔进行绘画工作，填颜色、摹写画稿:183。而为解决家庭经济困难，常书鸿学会用炭笔画人像。最初，常书鸿在亲戚的私塾接受启蒙教育。后进入在涌金门内运河下的时敏小学。在校期间，和同学陈永安学习中国画:186。
高小毕业后（大约在1920年），常鸿书在父亲的要求下报考浙江省立甲种工业学校(浙江大学工学部)染织科:186—187。
在校期间，常书鸿参加了由丰子恺等组织的西湖画会。1923年（自述为1920年:188），毕业并留校任美术教员。后于1925年与陈芝秀结婚，育有一女常沙娜，一子常嘉陵。
1925年，任省立工业专科学校美术教员，1927年，学校转为国立浙江大学工学院，任本科美术教员。1927年携妻子赴法国留学，先后在里昂和巴黎学习绘画。在法国期间，常书鸿曾在巴黎举办个人画展，获得过法国美术沙龙三枚金奖、两枚银奖，并当选为法国美术家协会会员。
偶然在巴黎看到伯希和拍摄的《敦煌石窟图录》后，常书鸿对中国存在的艺术大为惊讶，决定回到中国，准备致力于敦煌艺术研究工作。
1934年，在巴黎发表艺术宣言《雷诺阿的胜利》。

### 敦煌艺术研究
1936年常书鸿先于妻子儿女，只身辗转回到中国。曾在北平艺专任教，由于七七事变爆发，随学校转移至重庆，后任中华民国教育部美术教育委员会委员，兼主任秘书。其间受到于右任、陈凌云和张大千的帮助，开始与梁思成、徐悲鸿等筹建敦煌艺术研究所。
常书鸿于1943年3月到达敦煌，国立敦煌艺术研究所在1944年由中华民国教育部批准成立，常书鸿任首任所长。据称是由于财政紧张，1945年研究所被教育部解散，莫高窟被移交给敦煌县政府管理。但常书鸿于其他几位同事继续在敦煌从事保护、发掘和临摹的工作。
有人认为是由于无法适应敦煌较为清苦的生活，也有人认为是两人在艺术上、生活上的追求产生了分歧，妻子陈芝秀于1945年4月以“去兰州看病”的理由，留下两个孩子后离家出走。两人先后在兰州的报纸上发布启事，宣告离婚。
1945年到1949年间，常书鸿等人除进行保护、发掘、临摹等工作外，还在兰州、重庆、上海、南京等地举办过几次敦煌壁画临摹作品的展览。还在重庆招收有志于敦煌艺术研究的助手。1947年与助手李承仙在兰州结婚。后与李承仙育有一女常沙妮（早夭），一子常嘉煌。

### 一九四九年后
1949年10月，中华人民共和国成立。由于当时政策对宗教持否定态度，在敦煌的和尚、道士、尼姑等被要求还俗，“自食其力”。在敦煌的艺术研究者也被要求开荒劳动，常书鸿等人的艺术研究工作陷入停顿。
据称是常书鸿向时任中央文化事业管理局局长的郑振铎写信，表明了他对敦煌现状的不满。1950年由西北军区政治委员会接管莫高窟，并要求用“批判地研究”敦煌艺术。1951年莫高窟归文化事业局管理，改名为敦煌文物研究所，常书鸿任所长。
1951年4月在北京举办敦煌文物展览，其中展出了临摹壁画3655幅。展览受到时任中华人民共和国政务院总理周恩来等人的表扬。后在印度、缅甸、日本再次举办展览。并对中国西部地区石窟进行考察。
1956年7月1日常书鸿加入中国共产党。后当选为全国人大代表、政协委员，及甘肃省文联、美术家协会主席等职。
1959年到1962年筹建兰州艺术学院，并担任院长。
1963年到1965年主持加固莫高窟崖壁、栈道加固工程。

### 文革时期
随着文化大革命的开始，常书鸿和妻子李承仙被批判，据称曾在批判大会上被殴打。后被打为“反革命”分子、走资派，开除党籍、开除公职，留所（敦煌文物研究所）监督劳动。
1969年3月因遭遇车祸赴兰州治病。据称回敦煌后主要进行喂猪等劳动。
据称是1970年，周恩来应到中国访问的英籍作家韩素音的要求，常书鸿被恢复党籍、恢复名誉，并治疗疾病。后移居兰州。

### 晚年
1978年常书鸿被恢复敦煌研究所所长职务。1979年任甘肃省文化局副局长。
1982年，任国家文物局顾问，敦煌研究所名誉所长，并移居北京。同年10月，与李承仙合作，为浙江大学创作油画《攀登珠峰》。
1983年任东京艺术大学客座教授。
1984年5月被检查出患有脑血管方面的疾病，后在住院期间摔倒导致骨折。
1985年到1988年应邀赴日本访问。其间与李承仙合作，为东京枣寺、奈良法隆寺进行宗教画创作。
1990年赴日本举办画展，被授予创价大学名誉博士学位。1992年再次赴日本访问并进行绘画创作，获得富士美术馆最高荣誉奖和名誉馆长。
回到中国后，进入北京协和医院继续治疗。并在住院期间写作回忆录。回忆录于1993年8月完成。
1994年4月6日在北京进行回忆录首发式。据称当时常书鸿已陷入昏迷。同年6月23日在医院逝世。
据称，依照遗嘱常书鸿的骨灰一部分被安放在北京八宝山公墓，一部分被安放在敦煌莫高窟前。生前画作捐献给了浙江省博物馆。

## 贡献
常书鸿在敦煌的工作主要有以下几方面贡献：
- 清理洞窟 将一部分被沙土掩埋的洞窟清理出来，并将洞窟、塑像统一编号，为后人研究提供方便
- 修复文物 对一部分损毁的壁画、塑像等进行修复，对崖壁、栈道进行加固
- 发掘文物 在清理过程中发现了一些有价值的文物（如文书、绢画等）
- 通过临摹、编辑出版画册、撰写论文等方式，向外部介绍敦煌艺术，提高中国在敦煌研究领域的水平

## 画作
- 《葡萄》 （收藏于法国蓬皮杜艺术中心）
- 《沙娜画像》 （收藏于法国蓬皮杜艺术中心）
- 《攀登珠峰》 （收藏于浙江大学）
- 《玄中寺》 （七扇屏风 藏于日本枣寺）
- 《丝绸之路飞天》 （障壁画 藏于日本法隆寺）

## 著作
- 《九十春秋——敦煌五十年》 回忆录

## 弟子
- 宋德利，1982年受教于中央工艺美术学院（今清华大学美术学院）工艺设计专业，2002年毕业于中央美术学院花鸟画高级研究生班，现为中国美术家协会会员、中国工艺美术家协会会员、中国工笔画学会会员、甘肃花鸟画艺术研究院常务副院长、北京艺博林轩书画院常务院长兼艺术委员会主任。他早年师从常书鸿先生，近年潜心研习花鸟画，主攻小写意，擅长重彩，绘画风格大气、自然、写实。